# MV Tygra

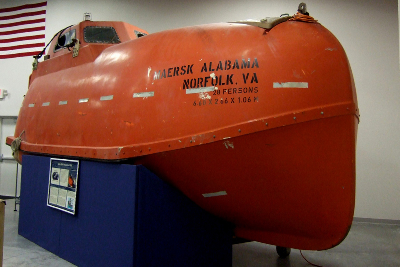
Oryginalna łódź ratunkowa w której porywacze wraz z kapitanem Phillipsem odpłynęli z „Maersk Alabama”

MV Tygra (dawniej: Maersk Alabama) – kontenerowiec zwodowany w 1998, będący własnością Element Shipmanagement SA, a wcześniej A.P. Moller-Maersk. Został zbudowany w 1998 roku dla duńskiego armatora przez stocznię CSBC Corporation w Keelung na Tajwanie jako Alva Maersk. Jego głównym przeznaczeniem są rejsy z ładunkami pomiędzy Afryką a Półwyspem Arabskim.
Statek znany jest przede wszystkim z uprowadzenia przez somalijskich piratów 14 kwietnia 2009 roku w pobliżu Rogu Afryki na wodach Oceanu Indyjskiego.

## Porwanie
W momencie porwania załoga liczyła 20 Amerykanów a ładunek stanowiły kontenery z pomocą humanitarną dla biednych państw afrykańskich m.in. Ugandy i Somalii.
8 kwietnia 2009 piraci na dwóch łodziach uzbrojeni w karabinki automatyczne Kałasznikowa zbliżyli się do statku około 500 km od wybrzeża. Kapitan frachtowca Richard Phillips wydał rozkaz uruchomienia syren alarmowych oraz zaryglowania drzwi mostka kapitańskiego i maszynowni. Po kilku próbach podejścia łodzi motorowej do burty statku napastnikom udało się wedrzeć na pokład. Nieuzbrojona załoga strzelała w porywaczy racami ratunkowymi. Kapitan i dwóch innych członków załogi pozostało na mostku, reszta marynarzy chowała się pod pokładem kolejno wyłączając systemy sterowania i zasilania. Czwórka piratów zdołała objąć kontrolę nad mostkiem oraz schwytać Phillipsa. Porywacze rozpoczęli przeszukiwanie statku z czego wywiązała się potyczka w maszynowni pomiędzy inżynierem pokładowym a dowódcą piratów, który obezwładniony po ranieniu nożem został skrępowany. Po wielu godzinach cierpienia w przegrzanej maszynowni załoga próbowała wymienić pirata, którego schwytali na kapitana, ale wymiana poszła nie tak i piraci odmówili przestrzegania umowy po tym, jak załoga zwolniła jeńca. Piraci nie mogąc uzyskać pełni kontroli nad statkiem postanowili wycofać się, zabierając ze sobą kapitana Phillipsa do łodzi ratunkowej którą planowali dopłynąć do wybrzeża Somalii, gdzie mogliby wymusić za niego okup. 8 kwietnia niszczyciel amerykańskiej Marynarki Wojennej USS „Bainbridge” i fregata USS „Halyburton” zostały wysłane do Zatoki Adeńskiej w odpowiedzi na sytuację zakładników i dotarły do „Maersk Alabama”. 9 kwietnia przystąpiono do negocjacji z porywaczami dzięki którym udało się zabrać jednego z nich – Abduwail'a Muse na pokład USS „Bainbridge” gdzie miał negocjować wysokość okupu, co było kłamstwem Marynarki. Trzy dni później, w niedzielę 12 kwietnia, strzelcy marynarki wojennej otworzyli ogień i zabili trzech piratów na łodzi ratunkowej, a kapitan został uwolniony. Abduwali Muse na pokładzie „Bainbridge” poddał się i został aresztowany. W chwili zdarzenia miał on 15 lub 16 lat. Przyznał się do piractwa. Został skazany na ponad 33 lata więzienia.
Sam „Maersk Alabama” 9 kwietnia został odeskortowany do portu w Mombasie, przed uwolnieniem kapitana z rąk piratów, z dala od teatru działań marynarki.
W późniejszych latach doszło do pięciu kolejnych prób porwania statku również na wodach wokół Rogu Afryki.

## Dalsze losy
W lutym 2014 roku na pokładzie statku odnaleziono zwłoki dwóch pracowników firmy ochroniarskiej, byłych żołnierzy Navy Seals. Przyczyną ich zgonu był atak serca i niewydolność oddechowa. Prawdopodobnie było to spowodowane przedawkowaniem, gdyż odkryto zużyte igły oraz resztki heroiny.
Wydarzenia z porwania statku były inspiracją dla Paula Greengrassa do nakręcenia filmu Kapitan Phillips